# Córrego das Palmeiras
O córrego das palmeiras é um corrego do estado de São Paulo popularmente conhecido como "Palmerinha" nasce na cidade de Dracena e é divisa natural de Tupi Paulista com Junqueirópolis e ainda divisa natural entre Monte Castelo e Junqueirópolis até sua foz no Rio Aguapeí no município de Monte Castelo ele percorre aproximadamente 40 km.
É um dos principais afluentes do Rio Aguapeí com 40 km de extensão.
Ele banha as cidades de Dracena, Tupi Paulista, Junqueirópolis e Monte Castelo.